# 1026 (numero)
Milleventisei (1026) è il numero naturale dopo il 1025 e prima del 1027.

## Proprietà matematiche
- È un numero pari.
- È un numero composto da 16 divisori: 1, 2, 3, 6, 9, 18, 19, 27, 38, 54, 57, 114, 171, 342, 513, 1026. Poiché la somma dei suoi divisori (escluso il numero stesso) è 1374 > 1026, è un numero abbondante.
- È un numero semiperfetto in quanto pari alla somma di alcuni (o tutti) i suoi divisori.
- È un numero malvagio.
- È un numero pratico.
- È un numero di Proth.
- È un numero di Harshad nel sistema numerico decimale, cioè è divisibile per la somma delle sue cifre.
- È un numero palindromo nel sistema di numerazione posizionale a base 8 (2002).
- È parte delle terne pitagoriche (368, 1026, 1090), (840, 1026, 1326), (1026, 1368, 1710), (1026, 3168, 3330), (1026, 4560, 4674), (1026, 9720, 9774), (1026, 13832, 13870), (1026, 29232, 29250), (1026, 87720, 87726), (1026, 263168, 263170).

## Astronomia
- 1026 Ingrid è un asteroide della fascia principale del sistema solare.
- NGC 1026 è una galassia nella costellazione della Balena.

## Astronautica
- Cosmos 1026 è un satellite artificiale russo.